# جامعة جاتجام
جامعة جاتجام (بالإنجليزية: Chittagong University)‏ هي جامعة عامة في بنغلاديش تأسست عام 1966. تقع في مدينة جاتجام.

## إحصائيات
يبلغ عدد طلاب الجامعة 22000 طالب.

## وصلات خارجية
- الموقع الإلكتروني